# 津賀有子
津賀 有子（つが ゆうこ、1956年1月3日 - ）は、日本の女優、声優。

## 経歴
東京都出身。	文化学院大学部文学科演劇コース卒業。劇団NLTの養成所に入り役者としてデビュー。劇団の研究生だった1978年、TBS『まんがはじめて物語』にモグタン役（声優として）で出演。6年に渡って演じ続け当たり役となる。番組終了後は青二プロダクションに移籍。

## 人物
趣味は読書、映画鑑賞。

## 出演
太字はメインキャラクター

### テレビアニメ
時期不明
- ちびまる子ちゃん（晴彦の母）

1978年
- まんがはじめて物語（モグタン）

1984年
- 牧場の少女カトリ（マリ）

1986年
- まんがなるほど物語（ナルタン）

1988年
- キテレツ大百科（陽子、正美）

1989年
- 機動警察パトレイバー（少女）

1991年
- 魔法使いサリー（1989年版）（シャインの青年時代）

1992年
- ツヨシしっかりしなさい（石川福子）

1994年
- 3丁目のタマ うちのタマ知りませんか?（第2期）（ノラ、桶谷ゆず子、ブルの主人）

1995年
- 獣戦士ガルキーバ（矢立の妻）
- スレイヤーズ（1995年 - 1996年、おばあさんA、店のおばさん） - 2シリーズ

1997年
- ゲゲゲの鬼太郎（第4作）（1997年 - 1998年、二口女、今日子）

1998年
- センチメンタルジャーニー（真奈美の母）

2000年
- ぞうのババール（アーサー）
- ファーブル先生は名探偵（農婦）

2001年
- 21世紀まんがはじめて物語（モグタン）

2004年
- リングにかけろ1（2004年 - 2006年、石松の母） - 2シリーズ

2009年
- こんにちは アン 〜Before Green Gables（ラーセン）

2010年
- あにゃまる探偵 キルミンずぅ（おばあさん）

2015年
- うしおととら（ヘレナ・マーコフ）
- それが声優!（おばちゃんA）

### 劇場版アニメ
- 魔女の宅急便（1989年、少女A[1]）
- タマ&フレンズ〜タマとふしぎな石像〜（2019年、ノラ[10]）

### ゲーム
1996年
- ぼのぐらし これで完璧でぃす（クズリくん、ボーズくんのおかあさん）

1999年
- メルティランサー The 3rd Planet（キュベレイ）

2010年
- 毛糸のカービィ（ナレーション）

2011年
- テイルズ オブ エクシリア（ウンディーネ、ソニア・ロランド）

2012年
- ルーンファクトリー4（ブロッサム）

2015年
- MÚSECA（パパラチア・マーガレット）

2019年
- 毛糸のカービィ プラス（ナレーション）

### 吹き替え
- ミュータント・タートルズ ※フジテレビ版

### テレビドラマ
- 太陽にほえろ!
  - 第284話「正月の家」（1978年） - 「正月の家」参加者
  - 第294話「逮捕」（1978年） - 「モンテ」ウェイトレス
  - 第300話「男たちの詩」（1978年） - 済生会中央病院の看護婦
  - 第328話「待ち合わせ」（1978年） - ポールスターの客
  - 第379話「旅の夢」（1979年） - レストランのウェイトレス
  - 第394話「鮫やんの受験戦争」（1980年） - 「玉枝」従業員
  - 第412話「似顔絵」（1980年） - 文具店店員
- 野々村病院物語（1981年） - 鈴木蒔子
- 野々村病院物語II（1982年 - 1983年） - 鈴木冬子
- 電光超人グリッドマン（1993年 - 1994年） - 馬場彩子[1]
- 重甲ビーファイター 第16話「炎の超次元少女」（1995年） - 護衛ロボットガーディの声および人間体
- ウルトラマンダイナ 第42話「うたかたの空夢」（1998年） - ガッツイーグル発進アナウンス

### 舞台
- 短すぎるよ、人生は!!（1985年） - シルヴィア[12]

### その他コンテンツ
- 流星倶楽部（ABCラジオ・随時出演）
- 美の巨人たち（ボイスオーバー）
- ハイビジョン特集 世界の山岳鉄道-列車は天空をめざす-白夜のフィヨルドを走る-ノルウェー・ベルゲン線とフロム線（NHK BShi、2001年） - 語り